# Jérôme Boateng
Jérôme Agyenim Boateng (Berlín, 3 de septiembre de 1988) es un futbolista alemán. Juega de defensor y se encuentra sin equipo. Es hermano del exfutbolista Kevin-Prince Boateng.

## Trayectoria

### Inicios
Empezó su carrera jugando como juvenil para el club Tennis Borussia Berlin. 

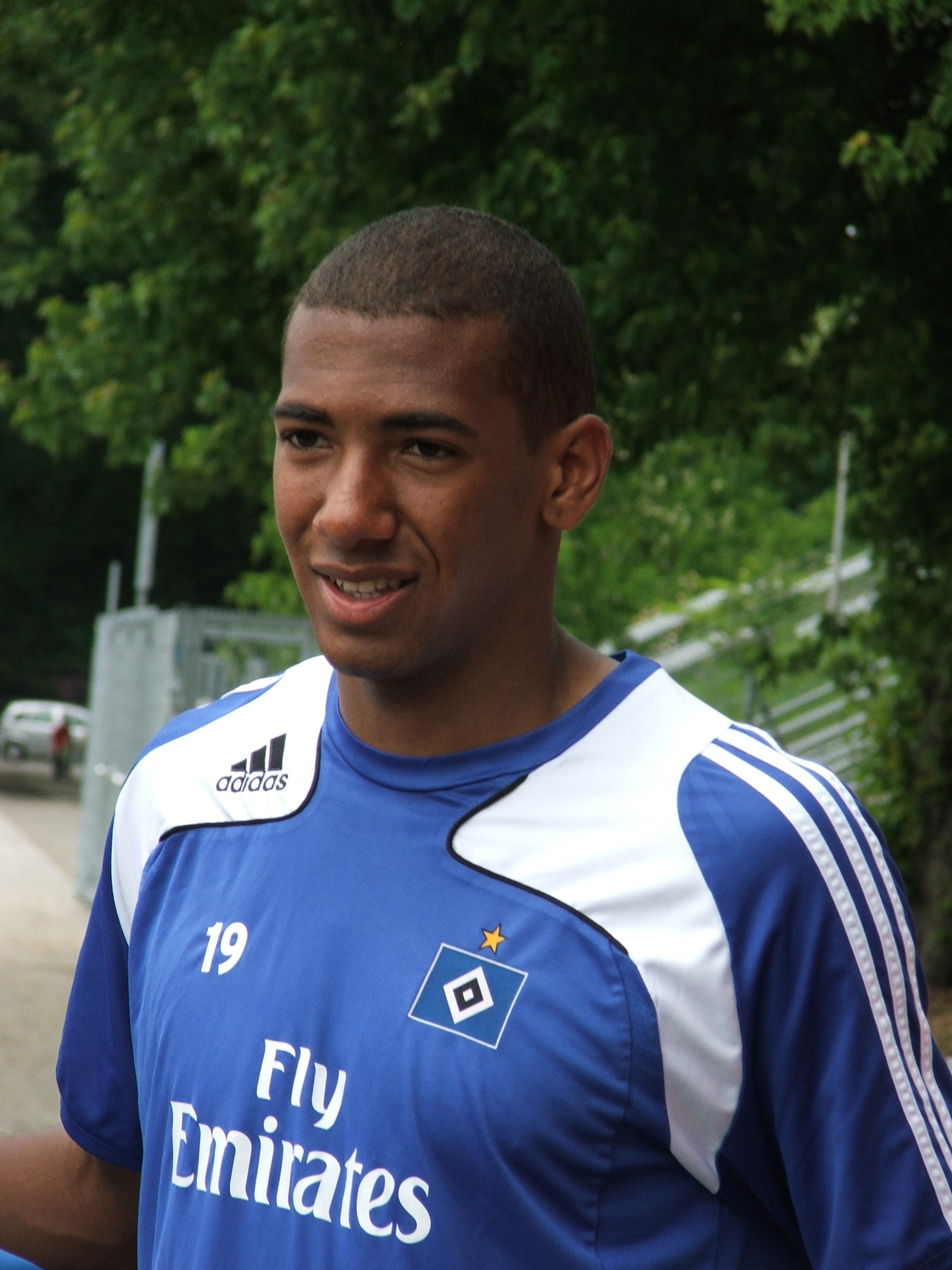
Boateng en 2009.

Jugó en el Hertha de Berlín desde el 1 de julio de 2002, cuando tenía 13 años de edad, hasta el 22 de agosto de 2007. Debutó frente al Hannover 96 en el estadio AWD-Arena.
Al final de la temporada 2006-07 se trasladó al Hamburgo S. V., después de rechazar un contrato de cinco años con el Hertha BSC.

### Manchester City
En junio de 2010 fichó por el Manchester City por 5 temporadas. Lo hizo por la cantidad de 12,5 millones de libras esterlinas, pero se lesionó y jugó muy poco tiempo al comienzo de la temporada. Boateng regresó al campo de juego a finales de septiembre, e ingresó para sustituir al joven belga Boyata en el minuto 88 durante un partido contra el Chelsea F. C. Competía con Micah Richards y Pablo Zabaleta, y llegó a jugar 16 partidos en su única temporada con la camiseta de los mancunianos.

### Bayern de Múnich
El 14 de julio de 2011 la transferencia de Boateng al Bayern de Múnich se formalizó, por un total de aproximadamente 13,5 millones de libras esterlinas. Firmó un contrato de 4 años con el club bávaro. Se estableció como titular en la defensa bávara junto a Holger Badstuber, pero no ganó nada durante su primera temporada con ese club. El equipo terminó segundo en cada una de las competiciones en las que compitió en esa temporada (campeonato alemán, Copa de Alemania y Liga de Campeones).
Durante la temporada 2012-13 fue un miembro regular en el equipo que ganó el triplete de la Bundesliga, Copa de Alemania y la Liga de Campeones, además de la Supercopa en el inicio de la temporada. El 5 de diciembre de 2012 fue amonestado con una tarjeta roja contra el BATE Borisov, que dio lugar a una sanción de dos partidos. Su primer gol en la Bundesliga fue un remate de cabeza tras un centro de Philipp Lahm, el 9 de marzo de 2013, con el que terminaron 3-2 en casa contra el Fortuna Düsseldorf. Anotó un segundo el 13 de abril, con el que abrió la victoria 5-0 en casa ante el 1. F. C. Núremberg.
El 2 de octubre de 2013 fue amonestado con una tarjeta roja en un partido contra su exequipo, el Manchester City, por lo que tuvo un partido de sanción en la Liga de Campeones. Su único gol en la liga esa temporada fue el 9 de noviembre, en el minuto cuatro, en la victoria 3-0 sobre el F. C. Augsburgo. Extendió su contrato hasta 2018 con el Bayern el 11 de diciembre. El 3 de mayo de 2014 recibió una tarjeta roja y una sanción de dos partidos. El Bayern terminó la temporada como ganador de la Bundesliga y la Copa de Alemania.
El 17 de septiembre de 2014 marcó su primer gol europeo para el Bayern en la Liga de Campeones de la UEFA, el único gol del partido en fase de grupos contra su antiguo equipo, Manchester City. Boateng recibió una tarjeta roja contra el F. C. Schalke 04 el 3 de febrero de 2015, que además lo dejó fuera de tres partidos de la Bundesliga.
Anotó un gol en la victoria 7-0 en Liga de Campeones contra el Shakhtar Donetsk, el 11 de marzo, y en la victoria por 6-1 en cuartos de final ante el F. C. Porto el 21 de abril.
Con la victoria en la Liga de Campeones 2019-20 se convierte en uno de los pocos jugadores en conseguir dos tripletes en el Bayern junto a Javi Martínez, Manuel Neuer y Thomas Müller y David Alaba, entrado en el selecto club del que formaban parte jugadores como Samuel Eto'o, Xavi Hernández, Andrés Iniesta, Lionel Messi y Gerard Piqué.

### Francia, Italia y Austria
El 1 de septiembre de 2021 se anunció su fichaje por el Olympique de Lyon por dos años. En ese periodo de tiempo disputó 35 partidos y se marchó al expirar su contrato. Entonces estuvo siete meses sin equipo, hasta que el 2 de febrero de 2024 la Unione Sportiva Salernitana 1919 anunció su fichaje hasta final de temporada. Una vez esta terminó se marchó a Austria para jugar en el LASK hasta 2026. Su primer año estuvo marcado por las lesiones, participando solo en catorce encuentros, y en agosto de 2025 ambas partes acordaron la rescisión de su contrato.

## Selección nacional

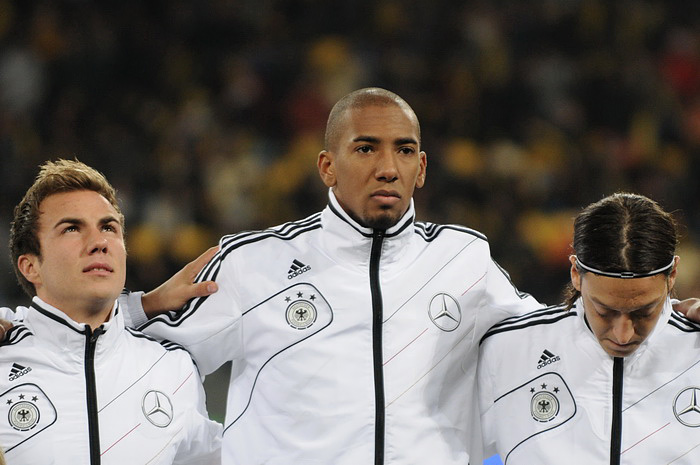
Boateng, con Mesut Özil y Mario Götze, con la selección de fútbol de Alemania antes un partido contra la selección de fútbol de Ucrania

Con la selección de fútbol de Alemania ha jugado 76 partidos internacionales.
Participó en el equipo que venció en la Eurocopa Sub-21 de 2009. Unos meses más tarde, el 10 de octubre, debutó con la selección absoluta jugando en el partido en el que Alemania derrotó a Rusia de clasificación para el Mundial de 2010.
Mientras él jugaba para la selección nacional alemana, su hermano mayor, Kevin-Prince Boateng, lo hizo en la selección nacional de Ghana.

### Copa del Mundo 2010
El 23 de junio de 2010 jugó con Alemania contra su hermano Kevin-Prince Boateng, quien lo hizo por Ghana en la Copa Mundial de Fútbol de 2010. El partido acabó con victoria alemana 1-0. No se conocía ningún precedente de un partido de un Mundial en el que dos hermanos se hubieran enfrentado jugando para dos países distintos.

### Eurocopa 2012

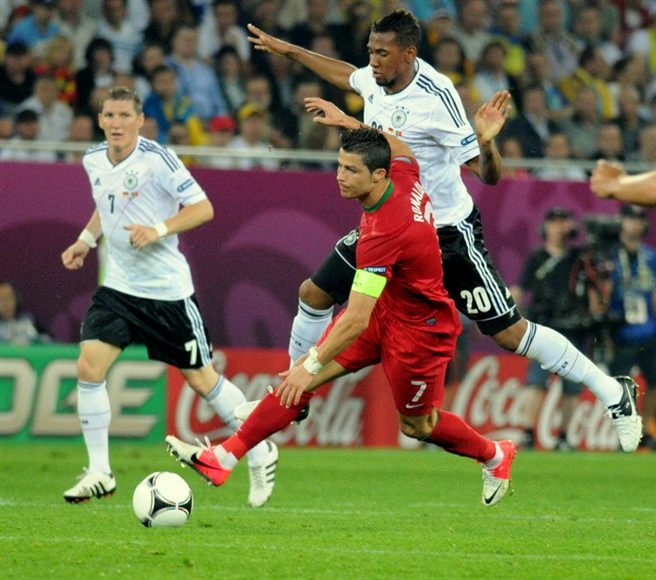
Boateng con Alemania, marca a Cristiano Ronaldo en un partido contra en la Euro 2012

Dos años más tarde después de la Copa del Mundo 2010, fue seleccionado para jugar la Eurocopa 2012, en la que Alemania perdió en semifinales.

### Copa Mundial de 2014
El 8 de mayo de 2014 fue incluido en la lista preliminar de 30 jugadores por el entrenador Joachim Löw con miras a la fase final de la Copa del Mundo de 2014. Fue ratificado entre los 23 jugadores que viajarían a Brasil el 2 de junio. Volvió a enfrentar a su hermano Kevin-Prince Boateng el 21 de junio en el estadio de Fortaleza, el partido acabó en empate.

### Copa Mundial de 2018
El 4 de junio de 2018 el seleccionador Joachim Löw lo incluyó en la lista de 23 para jugar el Mundial.

### Participaciones en Copas del Mundo
| Mundial                        | Sede      | Resultado    |
| ------------------------------ | --------- | ------------ |
| Copa Mundial de Fútbol de 2010 | Sudáfrica | Tercer lugar |
| Copa Mundial de Fútbol de 2014 | Brasil    | Campeón      |
| Copa Mundial de Fútbol de 2018 | Rusia     | Primera fase |

### Participaciones en Eurocopas
| Copa          | Sede              | Resultado   | Partidos | Goles |
| ------------- | ----------------- | ----------- | -------- | ----- |
| Eurocopa 2012 | Polonia y Ucrania | Semifinales | 5        | 0     |
| Eurocopa 2016 | Francia           | Semifinales | 6        | 1     |

## Estadísticas

### Clubes
Actualizado al último partido disputado el 29 de mayo de 2025.
| Club | Div.          | Temporada     | Liga  | Liga  | Copas nacionales(1) | Copas nacionales(1) | Copas internacionales(2) | Copas internacionales(2) | Total | Total |
| Club | Div.          | Temporada     | Part. | Goles | Part.               | Goles               | Part.                    | Goles                    | Part. | Goles |
| --- | ------------- | ------------- | ----- | ----- | ------------------- | ------------------- | ------------------------ | ------------------------ | ----- | ----- |
| Hertha de Berlín II · Alemania | 3.ª           | 2005-06       | 9     | 1     | ―                   | ―                   | ―                        | ―                        | 9     | 1     |
| Hertha de Berlín II · Alemania | 3.ª           | 2006-07       | 15    | 0     | ―                   | ―                   | ―                        | ―                        | 15    | 0     |
| Hertha de Berlín II · Alemania | Total club    | Total club    | 24    | 1     | 0                   | 0                   | 0                        | 0                        | 24    | 1     |
| Hertha de Berlín · Alemania | 1.ª           | 2006-07       | 10    | 0     | 1                   | 0                   | ―                        | ―                        | 11    | 0     |
| Hertha de Berlín · Alemania | Total club    | Total club    | 10    | 0     | 1                   | 0                   | 0                        | 0                        | 11    | 0     |
| Hamburgo S. V. · Alemania | 1.ª           | 2007-08       | 27    | 0     | 3                   | 0                   | 7                        | 0                        | 37    | 0     |
| Hamburgo S. V. · Alemania | 1.ª           | 2008-09       | 21    | 0     | 5                   | 0                   | 9                        | 0                        | 35    | 0     |
| Hamburgo S. V. · Alemania | 1.ª           | 2009-10       | 27    | 0     | 1                   | 0                   | 13                       | 2                        | 41    | 2     |
| Hamburgo S. V. · Alemania | Total club    | Total club    | 75    | 0     | 9                   | 0                   | 29                       | 2                        | 113   | 2     |
| Manchester City F. C. Inglaterra | 1.ª           | 2010-11       | 16    | 0     | 3                   | 0                   | 5                        | 0                        | 24    | 0     |
| Manchester City F. C. Inglaterra | Total club    | Total club    | 16    | 0     | 3                   | 0                   | 5                        | 0                        | 24    | 0     |
| Bayern de Múnich · Alemania | 1.ª           | 2011-12       | 27    | 0     | 6                   | 0                   | 15                       | 0                        | 48    | 0     |
| Bayern de Múnich · Alemania | 1.ª           | 2012-13       | 26    | 2     | 5                   | 0                   | 9                        | 0                        | 40    | 2     |
| Bayern de Múnich · Alemania | 1.ª           | 2013-14       | 25    | 1     | 6                   | 0                   | 12                       | 0                        | 43    | 1     |
| Bayern de Múnich · Alemania | 1.ª           | 2014-15       | 27    | 0     | 6                   | 0                   | 11                       | 3                        | 44    | 3     |
| Bayern de Múnich · Alemania | 1.ª           | 2015-16       | 19    | 0     | 5                   | 0                   | 7                        | 0                        | 31    | 0     |
| Bayern de Múnich · Alemania | 1.ª           | 2016-17       | 13    | 0     | 2                   | 0                   | 6                        | 0                        | 21    | 0     |
| Bayern de Múnich · Alemania | 1.ª           | 2017-18       | 19    | 1     | 3                   | 1                   | 9                        | 0                        | 31    | 2     |
| Bayern de Múnich · Alemania | 1.ª           | 2018-19       | 20    | 0     | 3                   | 0                   | 5                        | 0                        | 28    | 0     |
| Bayern de Múnich · Alemania | 1.ª           | 2019-20       | 24    | 0     | 5                   | 0                   | 9                        | 0                        | 38    | 0     |
| Bayern de Múnich · Alemania | 1.ª           | 2020-21       | 29    | 1     | 1                   | 0                   | 9                        | 1                        | 39    | 2     |
| Bayern de Múnich · Alemania | Total club    | Total club    | 229   | 5     | 42                  | 1                   | 92                       | 4                        | 363   | 10    |
| Olympique de Lyon Francia | 1.ª           | 2021-22       | 24    | 0     | 0                   | 0                   | 3                        | 0                        | 27    | 0     |
| Olympique de Lyon Francia | 1.ª           | 2022-23       | 8     | 0     | 0                   | 0                   | ―                        | ―                        | 8     | 0     |
| Olympique de Lyon Francia | Total club    | Total club    | 32    | 0     | 0                   | 0                   | 3                        | 0                        | 35    | 0     |
| U. S. Salernitana 1919 · Italia | 1.ª           | 2023-24       | 7     | 0     | ―                   | ―                   | ―                        | ―                        | 7     | 0     |
| U. S. Salernitana 1919 · Italia | Total club    | Total club    | 7     | 0     | 0                   | 0                   | 0                        | 0                        | 7     | 0     |
| LASK · Austria | 1.ª           | 2024-25       | 10    | 0     | 0                   | 0                   | 4                        | 0                        | 14    | 0     |
| LASK · Austria | Total club    | Total club    | 10    | 0     | 0                   | 0                   | 4                        | 0                        | 14    | 0     |
| Total carrera | Total carrera | Total carrera | 403   | 6     | 55                  | 1                   | 133                      | 6                        | 591   | 13    |
| (1)Incluye Copa de Alemania (2006-10/2011-21), FA Cup (2010-11) y Supercopa de Alemania (2012-15). (2)Incluye Liga Europa de la UEFA (2007-11/2021-22/2024-25), Liga de Campeones de la UEFA (2011-21), Liga Conferencia de la UEFA (2024-25), Supercopa de Europa (2013/2020) y Mundial de Clubes (2013/2020). |               |               |       |       |                     |                     |                          |                          |       |       |

### Selección nacional
La siguiente tabla detalla los encuentros disputados y los goles marcados por Boateng con la selección alemana.
| Alemania                                                                               | 2009  | 1  | 0 | 0 | 1  | 0 | 0 | -  | - | - | -  | - | - | 2  | 0 | 0 |
| Alemania                                                                               | 2010  | 5  | 0 | 0 | 0  | 0 | 0 | -  | - | - | 5  | 0 | 1 | 10 | 0 | 1 |
| Alemania                                                                               | 2011  | 5  | 0 | 0 | 2  | 0 | 0 | -  | - | - | -  | - | - | 7  | 0 | 0 |
| Alemania                                                                               | 2012  | 3  | 0 | 0 | 2  | 0 | 1 | 4  | 0 | 1 | -  | - | - | 9  | 0 | 2 |
| Alemania                                                                               | 2013  | 3  | 0 | 0 | 5  | 0 | 1 | -  | - | - | -  | - | - | 8  | 0 | 1 |
| Alemania                                                                               | 2014  | 3  | 0 | 1 | 4  | 0 | 0 | -  | - | - | 7  | 0 | 0 | 14 | 0 | 1 |
| Alemania                                                                               | 2015  | 1  | 0 | 0 | 6  | 0 | 0 | -  | - | - | -  | - | - | 7  | 0 | 0 |
| Alemania                                                                               | 2016  | 2  | 0 | 0 | 2  | 0 | 0 | 6  | 1 | 0 | -  | - | - | 10 | 1 | 0 |
| Alemania                                                                               | 2017  | 0  | 0 | 0 | 1  | 0 | 0 | -  | - | - | -  | - | - | 1  | 0 | 0 |
| Alemania                                                                               | 2018  | 4  | 0 | 0 | 2  | 0 | 0 | -  | - | - | 2  | 0 | 0 | 8  | 0 | 0 |
| Total                                                                                  | Total | 27 | 0 | 1 | 25 | 0 | 2 | 10 | 1 | 1 | 14 | 0 | 1 | 76 | 1 | 5 |
| (1) Incluye datos de clasificación europea, mundialista y Liga de Naciones de la UEFA. |       |    |   |   |    |   |   |    |   |   |    |   |   |    |   |   |

## Palmarés

### Títulos nacionales
| Título                | Club                  | País       | Año  |
| --------------------- | --------------------- | ---------- | ---- |
| FA Cup                | Manchester City F. C. | Inglaterra | 2011 |
| Supercopa de Alemania | Bayern de Múnich      | Alemania   | 2012 |
| 1. Bundesliga         | Bayern de Múnich      | Alemania   | 2013 |
| Copa de Alemania      | Bayern de Múnich      | Alemania   | 2013 |
| 1. Bundesliga         | Bayern de Múnich      | Alemania   | 2014 |
| Copa de Alemania      | Bayern de Múnich      | Alemania   | 2014 |
| 1. Bundesliga         | Bayern de Múnich      | Alemania   | 2015 |
| 1. Bundesliga         | Bayern de Múnich      | Alemania   | 2016 |
| Copa de Alemania      | Bayern de Múnich      | Alemania   | 2016 |
| Supercopa de Alemania | Bayern de Múnich      | Alemania   | 2016 |
| 1. Bundesliga         | Bayern de Múnich      | Alemania   | 2017 |
| Supercopa de Alemania | Bayern de Múnich      | Alemania   | 2017 |
| 1. Bundesliga         | Bayern de Múnich      | Alemania   | 2018 |
| Supercopa de Alemania | Bayern de Múnich      | Alemania   | 2018 |
| 1. Bundesliga         | Bayern de Múnich      | Alemania   | 2019 |
| Copa de Alemania      | Bayern de Múnich      | Alemania   | 2019 |
| 1. Bundesliga         | Bayern de Múnich      | Alemania   | 2020 |
| Copa de Alemania      | Bayern de Múnich      | Alemania   | 2020 |
| Supercopa de Alemania | Bayern de Múnich      | Alemania   | 2020 |
| 1. Bundesliga         | Bayern de Múnich      | Alemania   | 2021 |

### Títulos internacionales
| Título                       | Club (*)              | Sede      | Año  |
| ---------------------------- | --------------------- | --------- | ---- |
| Eurocopa Sub-21              | Selección de Alemania | Suecia    | 2009 |
| Liga de Campeones de la UEFA | Bayern de Múnich      | Londres   | 2013 |
| Supercopa de Europa          | Bayern de Múnich      | Praga     | 2013 |
| Copa Mundial de Clubes       | Bayern de Múnich      | Marruecos | 2013 |
| Copa Mundial de Fútbol       | Selección de Alemania | Brasil    | 2014 |
| Liga de Campeones de la UEFA | Bayern de Múnich      | Lisboa    | 2020 |
| Supercopa de Europa          | Bayern de Múnich      | Budapest  | 2020 |
| Copa Mundial de Clubes       | Bayern de Múnich      | Catar     | 2020 |

(*) Incluyendo la selección.

### Distinciones individuales
| Distinción                                                           | Año  |
| -------------------------------------------------------------------- | ---- |
| Medalla Fritz Walter de Bronce al mejor futbolista menor de 19 años. | 2007 |

## Vida privada
Boateng es alemán y nació en Berlín de madre alemana, Martina Boateng, y de padre ghanés, Prince Boateng. A pesar de ello, nunca se nacionalizó ghanés como su medio hermano por vía paterna, Kevin-Prince Boateng, quien es un año mayor que él.
Boateng está comprometido con su novia, Sherin Senler. Boateng y Senler tienen dos niñas gemelas llamadas Soley y Lamia, nacidas el 8 de marzo de 2011. La pareja se separó por un par de años, tras acusaciones de infidelidad de Boateng, pero se reconciliaron en noviembre de 2013. Versiones de prensa afirmaron que Boateng tuvo un romance con la modelo Gina-Lisa Lohfink, aunque tanto Boateng como Lohfink negaron la aventura.